# Winfried Heurich
Winfried Heurich (* 13. Februar 1940 in Neuhof (bei Fulda)) ist ein deutscher Organist und Komponist.

## Leben
Von 1962 bis Anfang 2000 wirkte Heurich als Organist und Chorleiter an der Liebfrauenkirche in Frankfurt am Main. 1968 komponierte er eine lateinische Messe, die von seinem Chor uraufgeführt wurde. Der Verlag schickte das eingereichte Material wieder zurück mit der Empfehlung: Der Lektor lobte die schönen Melodien und empfahl, deutsche Texte zu vertonen, denn jetzt nach dem Konzil brauche man neue, zeitgemäße Lieder. Also veröffentlichte er 1973 Ganz nah ist dein Wort mit neuen Texten von Huub Oosterhuis und Lothar Zenetti.
1978 lernte er durch Zufall den jungen Eugen Eckert beim Volleyballspiel kennen. Dieser spielte schon einige Zeit mit seiner Musikgruppe Habakuk Neue Geistliche Lieder  und schrieb die Texte selbst. Bald entstand eine enge Zusammenarbeit und Freundschaft.
Ab 1986 lehrte Winfried Heurich an der Musikhochschule in Frankfurt am Main. Von 1974 bis 2000 war er außerdem Geschäftsführer des Arbeitskreises „Kirchenmusik und Jugendseelsorge“ im Bistum Limburg. Sein hauptsächliches Anliegen als Komponist ist es, „singbare und swingende Lieder“ zu schreiben.
Beim weltweiten Wettbewerb des Neuen Geistlichen Liedes 1983 in Rom wurde Der Herr wird dich mit seiner Güte segnen aus annähernd tausend Einsendungen zum besten deutschen Beitrag gewählt. Darüber hinaus komponierte Heurich das offizielle Lied des Katholikentages 1998 in Mainz (Schnee schmilzt, Text: Eugen Eckert). Er war Mitglied der Textautoren- und Komponistengruppe TAKT.
Mehr als 400 Lieder vertonte Winfried Heurich in seinem jahrzehntelangen musikalischen Schaffen.

### Kompositionen
- In uns kreist das Leben, 1987, Text: Kurt Marti
- Gott, deine Liebe reicht weit, Text: Eugen Eckert
- Gebt Zeugnis von der Hoffnung, 1998, Text: Eugen Eckert
- Wunder der Nacht, 1997, Text: Eugen Eckert
- Schnee schmilzt, 1998, Text: Eugen Eckert, offizielles Lied des Katholikentages 1998 in Mainz
- Was sein wird, Text: Lothar Zenetti
- Wir sprechen verschiedene Sprachen, 1972, Text: Lothar Zenetti
- Meines Herzens Dunkel, Text: Helmut Schlegel
- Der Herr wird dich mit seiner Güte segnen, Text: Helmut Schlegel
- Rosen blühn im Stacheldraht, Text: Helmut Schlegel
- Es bleibt dabei, 1996, Text: Arnim Juhre
- wir messen mit knospenden zweigen, Text: Wilhelm Willms
- Wo ein Mensch Vertrauen gibt, 1974, Text: Hans-Jürgen Netz

### Kirchenlieder in Gesangbüchern (Auswahl)
- Aus der Armut eines Stalles, Text: Arnim Juhre; Nr. 3 in Wo wir dich loben, wachsen neue Lieder – plus
- Der Himmel, der ist, 1980, Text: Kurt Marti (1971); Nr. 153 im Evangelischen Gesangbuch; Nr. 671 im Gesangbuch der Evangelisch-methodistischen Kirche
- Gott, deine Liebe reicht weit, Text: Eugen Eckert; Nr. 46 in Wo wir dich loben, wachsen neue Lieder – plus
- Gott, wir bringen vor dich, was wir haben, Text: Eugen Eckert; Nr. 47 in Wo wir dich loben, wachsen neue Lieder – plus
- Ich gebe dir, Gott, meine dunklen Gefühle, Text: Helmut Schlegel; Nr. 53 in Wo wir dich loben, wachsen neue Lieder – plus
- Meine engen Grenzen, 1981, Text: Eugen Eckert; Nr. 437 im Gotteslob; Nr. 178 in Wo wir dich loben, wachsen neue Lieder – plus; Nr. 328 im Gesangbuch der Evangelisch-methodistischen Kirche
- Menschenkind, im Stall geboren, Text: Eugen Eckert; Nr. 761 im Gotteslob, Regionalteil Rottenburg-Stuttgart

### Bearbeitung
- Herr, mache mich zum Werkzeug deines Friedens, Einrichtung des Gebets des heiligen Franziskus zu der israelischen Melodie An’im Sᵉmirot.[2]